# Wrigley Field
O Wrigley Field é um estádio de baseball localizado em Chicago, Illinois (Estados Unidos). É a casa do time de baseball Chicago Cubs, da MLB. O estádio foi inaugurado com 14000 lugares e atualmente tem 41118 lugares, é notável pelo muro coberto por hedera e pelas arquibancadas no telhado de casas ao lado do estádio.

## História
Inaugurado em 23 de abril de 1914 para sediar os jogos do Chicago Whales (time extinto da liga local) é a casa do Cubs desde 1916 e foi a casa do time de futebol americano Chicago Bears entre 1921 e 1970.
A principio chamava-se Weeghman Park, em homenagem ao dono do Chicago Whales, Charles Weeghman. O estádio passou para o Chicago Cubs e Weeghman comprou parte do time.
Em 1919 o magnata da goma de mascar William Wrigley, Jr. comprou o time. De 1920 a 1925 o estádio foi chamado de Cubs Park (ainda hoje é usado como nome alternativo) e, a partir de 1925, o sobrenome do proprietário passou a dar nome ao estádio. Apesar disso, a Wrigley não possui direitos de nome.
O sistema de iluminação foi inaugurado em 1942, mas, com o ataque japonês a Pearl Harbor, foram doados para o esforço de guerra.
Um novo sistema de iluminação foi instalado definitivamente em 1988 e em 8 de agosto daquele ano aconteceu a primeira partida noturna do Wrigley Field em 50 anos. O Cubs venceu o New York Mets por 6 a 4. E para comemorar o aniversário de 25 anos deste fato histórico a MLB disponibilizou um vídeo daquele dia onde o narrador esportivo Harry Caray entrevista o ator Bill Murray; As imagens mostram Caray dando cerveja a seu convidado.

## Cenário para Filmes
- A League of Their Own (Uma Equipe muito Especial (BR); Liga de Mulheres (PT)) (1992), como o estádio fictício Harvey Field.
- Ferris Bueller's Day Off (Curtindo a Vida Adoidado (BR); O Rei dos Gazeteiros (PT)) (1986), numa das cenas.
- The Blues Brothers (filme) (Os Irmãos Cara de Pau (BR); O Dueto da Corda (PT)) (1980), no portão de entrada.

## Galeria
- Muro do estádio coberto por hedera.
- Arquibancadas nas casas ao lado do estádio.